# كريستوفر مارتن (ممثل)
كريستوفر مارتن هو ممثل فلبيني، ولد في 20 نوفمبر 1994 في اولونجابو في الفلبين.

## وصلات خارجية
- كريستوفر مارتن على موقع IMDb (الإنجليزية)
- كريستوفر مارتن على موقع ميوزك برينز (الإنجليزية)
- كريستوفر مارتن على موقع قاعدة بيانات الفيلم (الإنجليزية)